# Pipin Mali
Pipin Mali, tudi Pipin mlajši (francosko Pépin le Bref, Pépin III), majordom Nevstrije in Avstrazije, frankovski kralj (751–768), * 714, Jupille, sedanja Belgija, † 24. september 768, Saint-Denis, Francija.
Pipin Mali je bil rojen leta 714 v kraju Jupille (danes del Lièga), tedanji Avstraziji, očetu Karlu Martelu, majordomu in frankovskemu vojvodu (686–741), ter materi Chrotrud (690–724).
S smrtjo Karla Martela leta 741 je oblast prešla na njegova zakonita sinova Pipina in Karlmana kot majordoma Nevstrije in Avstrazije, medtem ko je bil tretji nezakonski sin Grifo zaprt v samostanu. Po odstopu Karlmana s položaja majordoma in njegovem odhodu v samostan je Pipin Mali leta 747 postal edini majordom v celotnem Frankovskem kraljestvu, prevzel pa je tudi naslov dux et princeps Francorum, ki je izviral od njegovega prednika Pipina Herstalskega.
Leta 751 je Pipin Mali s privoljenjem papeža Zaharije odstavil z mesta poslednjega merovinškega kralja Hilderika III. in se dal v Soissonsu posvetiti za novega frankovskega kralja. V zameno za papežev blagoslov je leta 754 začel vojno z Langobardi v severni Italiji in si jih pokoril. Osvojeno ozemlje Ravenskega eksarhata je podaril papežu Štefanu II., s čimer je postavil temelje Papeški državi.
Leta 759 je v svojem drugem pohodu proti Arabcem slednje pregnal iz ozemlja Frankovskega kraljestva.
Po njegovi smrti leta 768 sta si kraljestvo razdelila njegova sinova Karlman in Karel I. (Charlemagne).